# Francisco Barraycoa
Francisco Barraycoa Huelves (¿? -8 de noviembre de 1922) fue un actor, comediante y dramaturgo español. Trabajó en el Teatro Lara y en el Teatro de la Comedia.

## Biografía

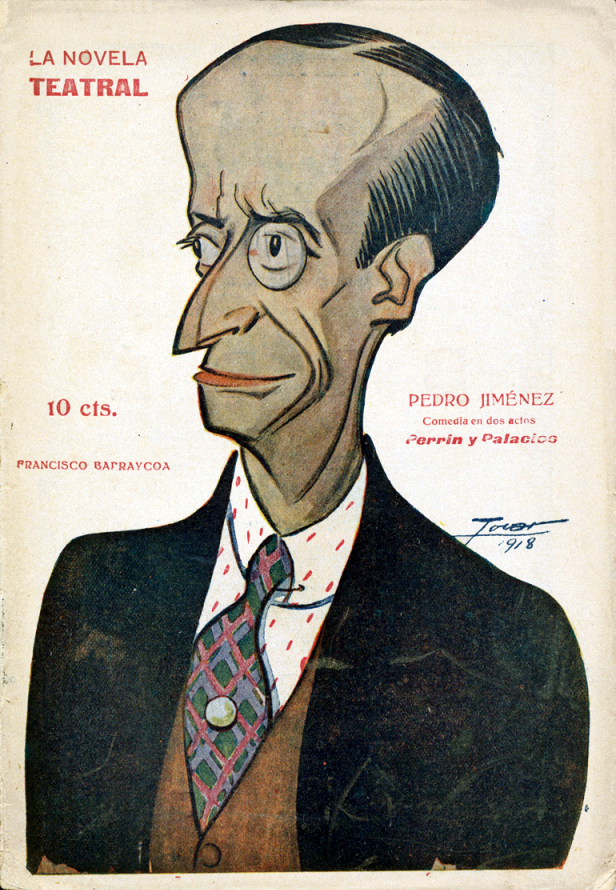
Caricaturizado por Tovar.

Francisco nació, probablemente, en Madrid en un año desconocido.
Apareció en La Novela Teatral, famosa colección de obras de teatro, el 30 de junio de 1918, donde fue caracterizado por Manuel Tovar Siles, destacado dibujante y caricaturista.
Actuó en diversas obras de teatro y, como dramaturgo, escribió otras tantas obras de teatro.
Francisco trabajó principalmente en dos teatros madrileños, el Teatro Lara y el Teatro de la Comedia, donde actuó en la gran mayoría de ocasiones.
Francisco falleció el 8 de noviembre de 1922 en Madrid, por causas desconocidas. Unos años antes de su muerte, Francisco aún seguía actuando por Madrid y el resto de España.

## Obras
Francisco es el principal autor de estas siguientes cinco obras:
- "El guardia municipal" (1897)
- "El relicario" (1921)
- "La lata de los celos" (1912) (Con Alberto Romea)
- "Lion d'or" (1897)
- "Lo que está escrito" (1914)